# دی‌متیل‌آمینوپروپیونیل‌فنوتیازین
دی‌متیل‌آمینوپروپیونیل‌فنوتیازین (به انگلیسی: Dimethylaminopropionylphenothiazine) با فرمول شیمیایی C۱۷H۱۸N۲OS یک ترکیب شیمیایی با شناسه پاب‌کم ۱۱۳۹۱۸ است. که جرم مولی آن ۲۹۸٫۴ g/mol می‌باشد. 